# 柔佛名人博物馆
柔佛名人博物馆为柔佛州的博物馆，为嘉化莫哈末的官邸，现为拥有135年的博物馆。

## 历史
博物馆大楼最初建于1886年，位于当时英属马来亚新山的微笑山（Bukit Senyum）的顶部，建立初期俯视着新山全景，甚至能遥望隔着柔佛海峡的另一岸新加坡兀兰。
柔佛名人博物馆是自1866年柔佛大皇宫建立以来的另一座历史殖民建筑，曾成为柔佛第一任部长嘉化穆罕默德的房屋。

## 建筑
该博物馆位于柔佛州第一任首席部长嘉化·穆罕默德（Muhammad Jafaar）的官邸拿督贾法尔大厦（Bangunan Dato' Jaafar）中。该建筑建在Bukit Senyum的100公顷土地上。
该建筑类似于英国的英国王室建筑哈德威克厅（Hardwick Hall）。该建筑由三层楼和每个角落的四座塔组成。

## 展览
博物馆展示了柔佛和柔佛苏丹国的历史。它还定期举办有关柔佛州著名人物的临时展览。